# 圣保罗 (艾奥瓦州)
聖保羅（英語：St. Paul）是一個位於美國愛荷華州李縣的城市。

## 地理
聖保羅的座標為40°46′01″N 91°31′01″W / 40.76694°N 91.51694°W，而該地的平均海拔高度為217米（即712英尺）。

## 人口
根據2010年美國人口普查的數據，聖保羅的面積為0.98平方千米，當中陸地面積為0.98平方千米，而水域面積為0.00平方千米。當地共有人口129人，而人口密度為每平方千米131人。